# Kenji Sugimoto
Pour les articles homonymes, voir Sugimoto.
Kenji Sugimoto (杉元 賢治, Sugimoto Kenji) né en 1947 et mort le 19 octobre 2006 à Osaka, fut un pédagogue des sciences naturelles japonais. Sugimoto était professeur à l'Université Kinki. De 1985 à 1987 il travailla à l'Université Louis-et-Maximilien de Munich.
Son œuvre la plus connue est Albert Einstein: a photographic biography.